# Nokia 6620

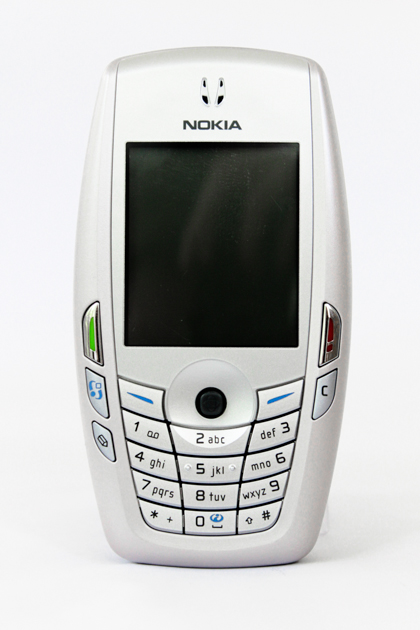
Nokia 6620

Nokia 6620 là một chiếc điện thoại di động của Nokia. Đây được coi là phiên bản tiếp theo của Nokia 6600.

## Tổng quan
Nokia 6620 được ra mắt vào ngày 15 tháng 1 năm 2004, khi vừa ra mắt nó đã liên tục bị người tiêu dùng chỉ trích, nên chỉ được bán phổ biến rộng rãi ở châu Âu và một phần châu Á.
Với thiết kế được vát cho vuông vức nên 6620 có phần mỏng hơn so với Nokia 6600. Trọng lượng của máy cũng giảm so với 6600.
Tính năng của Nokia 6620 cũng có nhiều cải tiến hơn so với đời trước, rõ rệt nhất là ở bộ nhớ trong của máy (12MB so với 6MB của 6600) và hỗ trợ thẻ nhớ ngoài Reduce-Size MultiMedia Card (RS-MMC). 6620 có thể tương thích với mọi thiết bị thông qua cổng USB, Hồng ngoại, Bluetooth, EDGE và GPRS.
Camera của máy chỉ đạt độ phân giải 0,3mpx nhưng máy có hỗ trợ nhiều chức năng như: zoom số 2x, chụp ban đêm và tự động chụp ảnh.
Nokia 6620 chạy trên nền tảng hệ điều hành Symbian OS v7.0, Series 60 v2.0 UI, và CPU của máy là TI OMAP 1510 150 MHz processor.

## Tính năng
Máy chạy được trên 3 băng tần GSM (850/1800/1900)
Kích thước máy: 109x58x24 mm
Trọng lượng: 122 g
Kích thước màn hình: 176x208 pixel, màn hình máy là TFT và đạt độ tương phản là 65.000 màu.
Điểm nổi bật: nghe nhạc MP3/AAC, xem video 3GP (thông qua RealOne Player), nhạc chuông đa âm sắc.
Thời gian đàm thoại: 4 giờ
Thời gian chờ: 192 giờ
Pin: Li-Ion 850 mAh (BL-5C)